# ギャリー・ターナー
ギャリー・ターナー（英語: Garry Turner, Gary "Stretch" Turner, 1971年 - ）は、イギリス出身のサイドショーのパフォーマー。エーラス・ダンロス症候群に起因する皮膚の状態は、「最も伸びる皮膚」としてギネス世界記録に認定されている。 

## 略歴
ギネス世界記録に認定されたのは1999年10月29日で、ロサンゼルス において腹部の皮膚を全長6.25インチ（15.8 cm）まで伸ばした。 
2005年には、サーカス・オブ・ホラーズに参加した。 
2014年には短編映画 He Took His Skin Off For Me に出演し、 Stretchy Man という役を演じた。     